# Hubneria eruceti
Hubneria eruceti là một loài ruồi trong họ Tachinidae.